# Chloroperla brachyptera
Chloroperla brachyptera är en bäcksländeart som först beskrevs av Schoenemund 1926.  Chloroperla brachyptera ingår i släktet Chloroperla och familjen blekbäcksländor. Inga underarter finns listade i Catalogue of Life.